# Перксенат натрия
Перксенат натрия — натриевая соль ксеноновой кислоты с формулой Na4XeO6.

## Химические свойства
Образует кристаллогидраты: Na4XeO6·8H2O (восьмиводный), Na4XeO6·6H2O (шестиводный), Na4XeO6·2H2O (двухводный), 2Na4XeO6·H2O (полуводный) и другие формы, при этом относительно стабильны только восьмиводный и шестиводный кристаллогидраты, в обоих ион XeO64− имеет октаэдральную геометрию. 
Разлагается при температуре 200—360 °C.